# Sega Zaxxon
La Sega Zaxxon es una videoconsola de arcade lanzada por Sega en 1982. Fue la primera en utilizar gráficos en perspectiva isométrica, usado por primera vez para el scrolling shooter Zaxxon. Se crearon 6 juegos para la consola, de los cuales, 1 era una versión prototipo.

## Características
- CPU Principal: Zilog Z80 @ 3.04125
- Chip de sonido: Tablero de sonido de la G80
- Resolución de pantalla: 256 x 224
- Chip de sonido adicional: 2x SN76496 @ 4 MHz (Congo Bongo)

## Videojuegos
- Zaxxon (1982)
- Super Zaxxon (1982)
- Congo Bongo (1983)
- Ixion (1983)
- Razzmatazz (1983)
- Future Spy (1984)